# ماهیچه پروانه‌ای‌زیرواره‌ای
ماهیچه پروانه‌ای‌زیرواره‌ای (انگلیسی: Sphenomandibularis) ماهیچه‌ای است که استخوان پروانه‌ای را به آرواره پایینی (زیرواره) متصل می‌کند. این ماهیچه یکی از ماهیچه‌های جَوِشی به‌شمار می‌آید.

برخلاف بیشتر ماهیچه‌های بدن انسان که از سده‌ها پیش شناخته و دسته‌بندی شده‌اند، ماهیچه پروانه‌ای‌زیرواره‌ای در میانه‌های دهه ۱۹۹۰ در دانشگاه مریلند آمریکا کشف و توصیف شده و جزئیات مربوط به آن در سال ۱۹۹۶ منتشر شد.
بسیاری از منابع اما، ماهیچه پروانه‌ای‌زیرواره‌ای را ماهیچه‌ای جداگانه به‌شمار نیاورده بلکه آن را بخشی از ماهیچه گیجگاهی می‌دانند.